# Kolomina
Kolomina (també apareix com Kolominé però probablement és un error) és una ciutat de Mali a la regió de Kayes, a uns 30 km al sud d'aquesta població. Avui dia té uns centenars d'habitants.

## Història
La nit abans de l'entrada francesa a Nioro, Ahmadu va fugir amb les seves dones; es va dirigir al nord per arribar a Macina a través del desert però en arribar a l'estany de Gorogadio, fou advertit que s'acostava el tinent Marchand. Per por de ser capturat va donar la volta i va acampar a uns 30 km al sud de Nioro, prop de Kolomina, on, reconfortat per Aly-Boury (ex rei del Djolof), que assegurava que els colonialistes estaven molt afeblits, va decidir perllongar la lluita per recuperar la seva capital i se'n va anar a Youri on va cridar als seus partidaris per reconstruir l'exèrcit.
Quan es va saber que Ahmadu anava a Kolomina, el tinent Marchand va enviar un escamot manat per Hardiviller amb 800 cavallers auxiliars cap a Tourougoumbé, un altre escamot de spahis auxiliares a Dingoi per barrar la ruta de Dianghirté, i ell mateix va avançar amb la seva companyia per Dioroni sobre Kolomina on el 5 de gener va saber que Ahmadu havia estat derrotat a Youri; considerant la seva missió acabada es va reunir amb Hardiviller i junts van retornar a Nioro.